# Stubbs
Stubbs (Talkeetna, Alaska; 12 de abril de 1997 - 21 de julio de 2017) fue un gato que fue nombrado alcalde honorífico del pueblo de Talkeetna en Alaska (Estados Unidos). Ocupó este curioso cargo desde el 12 de julio de 1997 hasta la fecha de su fallecimiento, el 21 de julio de 2017.

## Historia
Stubbs fue encontrado de cachorro en una caja llena de gatitos en la tienda del pueblo, Nagley's General. Lauri Stec, el gerente de la tienda, decidió quedarse con uno de los gatos y llamarlo Stubbs, porque no tenía cola.
Debido a que la región es un distrito histórico, la alcaldía es más simbólica que real por lo que decidieron mantener a Stubbs como su representante.